# Moris Qvitelashvili
Moris Qvitelashvili, trasl. angl.: Moris Kvitelashvili (in georgiano მორის ყვითელაშვილი?; in russo Морис Михайлович Квителашвили?, Moris Michajlovič Kvitelašvili; Mosca, 17 marzo 1995), è un pattinatore artistico su ghiaccio russo naturalizzato georgiano.

## Biografia
Qvitelashvili nasce a Mosca, in Russia, da madre e padre originari della città georgiana di Tbilisi; sua madre è una ex pattinatrice. Inizia a pattinare a Mosca all'età di quattro anni, e in occasione dell'NRW Trophy 2012 fa il suo debutto internazionale junior. 
Nel dicembre 2013 disputa le XXVI Universiadi che si sono svolte in Trentino posizionandosi quinto nel singolo maschile, è quindicesimo ai campionati nazionali russi, e prende poi parte alle sue prime competizioni internazionali senior del Grand Prix. Partecipa alle sue seconde Universiadi a Granada 2015, dove ottiene il settimo posto, e nel maggio 2016 fa richiesta alla federazione russa di essere rilasciato per potere iniziare a rappresentare la Georgia a partire dalla nuova stagione.
Disputa la sua prima gara sotto la bandiera georgiana partecipando nel dicembre 2016 alla Santa Claus Cup in Ungheria. Ottiene inoltre il sesto posto agli Europei di Ostrava 2017 e giunge tredicesimo ai Mondiali di Helsinki 2017. Partecipa alle Olimpiadi di Pyeongchang 2018 classificandosi al 24º posto.
Vince la medaglia di bronzo alle Universiadi di Krasnojarsk 2019. Ottiene il terzo posto agli Europei di Graz 2020, completando il podio, con 246.71 punti, dietro i russi Dmitrij Aliev (272.89 punti) e Artur Danieljan (246.74 punti).

## Palmarès
GP: Grand Prix; CS: Challenger Series; JGP: Junior Grand Prix

### Per la Georgia
| Giochi olimpici invernali                                                                 |     | 24° |     |    |     | 10°       |     |  |            |
| Campionati mondiali                                                                       | 13° | 26° | 13° | C  | 14° | 4°        | 20° |  |            |
| Campionati europei                                                                        | 6°  | 12° | 10° | 3° | C   | 6°        | 16° |  |            |
| GP della Finlandia                                                                        |     |     |     |    |     |           | 12° |  |            |
| GP Trophée Eric Bompard                                                                   |     | 6°  |     | 4° |     |           |     |  |            |
| GP Rostelecom Cup                                                                         |     | 5°  | 2°  | 7° | 2°  | 1°        |     |  |            |
| GP Skate America                                                                          |     |     | 8°  |    |     |           |     |  |            |
| GP Skate Canada                                                                           |     |     |     |    |     | 6°        |     |  |            |
| GP John Wilson Trophy                                                                     |     |     |     |    |     |           | 8°  |  |            |
| CS Finlandia                                                                              |     |     | 3°  |    |     |           | 2°  |  |            |
| CS Golden Spin                                                                            |     | 1°  |     | 2° |     | 8°        |     |  |            |
| CS Lombardia Trophy                                                                       |     |     |     | 4° |     | 3°        |     |  |            |
| CS Ice Star                                                                               |     | 2°  |     |    |     |           |     |  |            |
| CS Ondrej Nepela Trophy                                                                   |     |     | 4°  |    |     |           |     |  |            |
| Bosphorus Cup                                                                             |     |     | 1°  |    |     |           |     |  |            |
| Denis Ten Memorial                                                                        |     |     |     | 1° |     |           |     |  |            |
| International Challenge Cup                                                               | 3°  |     |     |    | 7°  |           |     |  |            |
| Santa Claus Cup                                                                           | 1°  |     |     |    |     |           |     |  |            |
| Shanghai Trophy                                                                           |     | 2°  |     |    |     |           |     |  |            |
| U.S. Classic                                                                              |     |     |     |    |     | R         |     |  |            |
| Tallin Trophy                                                                             |     |     | 3°  |    |     |           |     |  |            |
| Nazionali                                                                                 |     |     |     |    |     |           |     |  |            |
| Campionati Georgiani                                                                      |     | 1°  |     |    |     |           |     |  |            |
| Eventi a squadre                                                                          |     |     |     |    |     |           |     |  |            |
| Giochi olimpici invernali                                                                 |     |     |     |    |     | 6° S 4° P |     |  |            |
| World Team Trophy                                                                         |     |     |     |    |     |           |     |  | 6° S 12° P |
| R = Ritirato; C = Evento cancellato; S = Risultato della squadra; P = Risultato personale |     |     |     |    |     |           |     |  |            |

### Per la Russia
| Internazionali          | Internazionali | Internazionali | Internazionali | Internazionali | Internazionali | Internazionali |
| Evento                  | 2010–11        | 2011–12        | 2012–13        | 2013–14        | 2014–15        | 2015–16        |
| ----------------------- | -------------- | -------------- | -------------- | -------------- | -------------- | -------------- |
| GP Cup of China         |                |                |                |                |                | 12°            |
| GP Rostelecom Cup       |                |                |                |                | 12°            |                |
| CS Golden Spin          |                |                |                |                | 5°             | 5°             |
| CS Lombardia Trophy     |                |                |                |                | 5°             |                |
| CS Mordovian Ornament   |                |                |                |                |                | 3°             |
| Universiadi             |                |                |                | 5°             | 7°             |                |
| Internazionali: Junior  |                |                |                |                |                |                |
| JGP Repubblica Ceca     |                |                |                | 3*             |                |                |
| JGP Slovacchia          |                |                |                | 4°             |                |                |
| NRW Trophy              |                |                | 3°             |                |                |                |
| Nazionali               |                |                |                |                |                |                |
| Campionati russi        |                |                |                | 15°            | 8°             | 12°            |
| Campionati russi junior | 14°            | 8°             | 14°            | 3°             |                |                |
| J = Competizioni Junior |                |                |                |                |                |                |